# Funkhaus Regensburg
Das Funkhaus Regensburg ist eine Hörfunkproduktionsstätte des Privatrundfunks der Funkhaus Regensburg GmbH & Co. Studiobetriebs KG und stellt seit 1991 einen Zusammenschluss von ursprünglich zwei, heute vier eigenständigen Programmveranstaltern mit zwei Radioprogrammen  mit lokaler Verbreitung dar.
Eigentümer ist über Schachtelbeteiligungen die Südwestdeutsche Medien Holding, zu deren Medienportfolio auch die Süddeutsche Zeitung gehört.

## Programme
- Radio Charivari Das Programm ist ein Mix aus Musik, Informationen und Unterhaltung für die Zielgruppe ab 30 Jahren. Zu empfangen in der Oberpfalz über DAB+, in Regensburg und weiteren Orten auf UKW, über DVB-C im digitalen Kabelabgebot und im Internet.
- Gong FM spielt die Hits der internationalen Charts für die Zielgruppe der 14- bis 30-Jährigen. Zu empfangen ist der Sender in der Oberpfalz auf DAB+, in Regensburg und weiteren Orten auf UKW, im digitalen Kabelabgebot und im Internet.
- Das Mantelprogramm von Radio Galaxy wurde bis einschließlich 5. Dezember 2021 im Funkhaus Regensburg produziert.[2] Seit 6. Dezember 2021 erfolgt die Produktion im Funkhaus Nürnberg.